# Viktor Kononov
Pas d'image ? Cliquez ici

a Compétitions nationales et continentales officielles uniquement.

b Matchs officiels uniquement.
Dernière mise à jour le 8 janvier 2021.
Viktor Kononov (en russe : Виктор Кононов), né le 26 mai 1996 à Krasnoïarsk (Russie), est un joueur international russe de rugby à XV jouant aux postes d'ailier et de centre. 

## Biographie
Natif de Krasnoïarsk, Viktor Kononov commence le rugby à XV au club local, le Ienisseï-STM. Il y signe son premier contrat professionnel en 2015. 
Rapidement, il attire l'œil de l'équipe de Russie de rugby à sept, mais se blesse gravement lors d'un stage. Il doit ainsi manquer toute la saison 2016. Pour son retour en 2017, il est envoyé en prêt au Metallourg Novokouznetsk. L'année suivante, il réintègre l'effectif du Ienisseï-STM, avec qui il remporte son premier titre national. Il découvre aussi la sélection nationale lors d'un test match à l'automne, face à la Namibie. 
En 2019, il est sélectionné pour deux rencontres du championnat d'Europe, et remporte un nouveau titre de champion de Russie. 

## Palmarès
- Championnat de Russie de rugby à XV 2018, 2019, 2021
- Coupe de Russie de rugby à XV 2020, 2021
- Bouclier continental de rugby à XV 2017-2018

## Statistiques

### En sélection
| Année | Compétition | Matchs | Points | Essais | Transf. | Drops | Pénal. |
| ----- | ----------- | ------ | ------ | ------ | ------- | ----- | ------ |
| 2018  | Test        | 1      | -      | -      | -       | -     | -      |
| 2019  | REC 2019    | 2      | 5      | 1      | -       | -     | -      |
| Total | Total       | 3      | 5      | 1      | -       | -     | -      |

| Essai | Adversaire | Lieu                            | Compétition | Date            | Résultat | Score |
| ----- | ---------- | ------------------------------- | ----------- | --------------- | -------- | ----- |
| 1     | Belgique   | Stade central de Sotchi, Sotchi | REC 2019    | 16 février 2019 | Victoire | 64-7  |